# Cancer pulmonar
Cancerul pulmonar reprezintă o afecțiune malignă caracterizată printr-o multiplicare necontrolată a celulelor epiteliale ale țesutului pulmonar, la nivelul unui plămân sau al ambilor plămâni, la nivelul bronhilor sau al alveolelor pulmonare. 
Netratată, această multiplicare poate evolua cu dezvoltarea unei mase tumorale (neoplazie) cu formarea propriei rețele de vase de sânge și limfatice, și poate disemina pe cale hematogenă sau limfatică în țesuturile din apropiere (regionale: la nivelul ganglionilor limfatici) sau al altor organe din corp, la distanță, proces denumit  metastazare. Majoritatea tipurilor de cancer care pornesc din plămân sunt carcinoamele derivate din celulele epiteliale. Principalele tipuri de cancer pulmonar sunt carcinomul cu celule mici (cancerul bronho-pulmonar microcelular sau CBPM), supranumit și cancer cu celule „în bob de ovăz”, și carcinomul pulmonar fără celule mici (cancerul bronho-pulmonar non-microcelular sau CBPNM). Cele mai frecvente simptome sunt tusea (inclusiv tusea cu sânge), pierderea în greutate și dificultățile de respirație (dispneea).
Cel mai important factor de risc în apariția cancerului pulmonar este expunerea îndelungată la fumul de țigară,  80–90 % din cazurile de cancer pulmonar fiind diagnosticate la persoanele fumătoare. Restul de 10–15 % sunt diagnosticate la persoane nefumătoare, aceste cazuri fiind adesea atribuite unei combinații dintre factori genetici, gaz radioactiv radon, azbest, și poluarea aerului, inclusiv fumatul pasiv. Cancerul pulmonar se poate depista în urma unei radiografii toracice și a unei tomografii computerizate (tomografie CT). Diagnosticul este confirmat cu ajutorul unei biopsii, realizată, de obicei, printr-o bronhoscopie sau biopsie ghidată CT. Tratamentul și rezultatele pe termen lung depind de tipul de cancer, de stadiu (gradul de diseminare), precum și de starea de sănătate generală a persoanei (prezența sau absența comorbidităților).
Tratamentele standard includ chirurgia, chimioterapia, radioterapia și imunoterapia. CBPNM este uneori tratat chirurgical, în timp ce CBPM răspunde, de obicei, mai bine la chimioterapie și radioterapie. Per ansamblu, 15 % dintre persoanele din Statele Unite diagnosticate cu cancer pulmonar supraviețuiesc o perioadă de cinci ani de la data diagnosticării. La nivel global, cancerul pulmonar este cea mai răspândită cauză a deceselor provocate de cancer la femei și bărbați, fiind responsabil de 1,38 milioane de decese anual, conform datelor din anul 2008.

## Semne și simptome
Semnele și simptomele care pot sugera prezența cancerului pulmonar includ:
- simptome respiratorii: tuse, tuse cu sânge, respirație șuierătoare sau dificultăți de respirație
- manifestări sistemice: scădere în greutate, febră, hipocratism la unghiile de la mâini, sau oboseală
- simptome cauzate de compresia locală: dureri în piept, dureri ale oaselor, obstrucționarea venei cave superioare, dificultăți de înghițire

În funcție de tipul de neoplazie, este posibil ca așa-numitul fenomen paraneoplazic să atragă inițial atenția asupra bolii. În cazul cancerului pulmonar, aceste fenomene pot include sindromul miastenic Lambert–Eaton (slăbiciune musculară cauzată de o autoanticorpi), hipercalcemie, sau de sindromul de secreție inadecvată de hormon antidiuretic (SIADH). Tumorile situate în vârful plămânului, cunoscute drept tumori Pancoast, pot invada partea locală a sistemului nervos simpatic, ducând astfel la apariția sindromului Horner (caracterizat prin căderea pleoapei și micșorarea pupilei pe partea respectivă), precum și la afectarea plexului brahial.
Majoritatea simptomelor cancerului pulmonar (apetit scăzut, scăderea în greutate, febră, oboseală) nu sunt specifice. În cele mai multe dintre cazuri, cancerul este deja răspândit în organism în momentul în care se manifestă simptomele și se solicită îngrijire medicală. Zonele frecvente de diseminare sunt creierul, oasele, glandele suprarenale, plămânul contralateral, ficatul, pericardul și rinichii. Aproximativ 10 % dintre persoanele cu cancer pulmonar nu prezintă niciun simptom în momentul diagnosticării; aceste tipuri de cancere sunt descoperite întâmplător în timpul unei radiografii toracice de rutină.

## Factori de risc
Cancerul se dezvoltă ca urmare a afectării genetice a ADN-ului. Aceasta afectează funcțiile normale ale celulei, inclusiv proliferarea celulară, moartea programată a celulelor (apoptoză )și repararea ADN-ului. Pe măsură ce afecțiunile se acumulează, riscul de cancer crește.

### Fumatul

Graficul prezintă o creștere generală a vânzărilor de produse din tutun în SUA în primele patru decenii ale secolului al XX-lea (număr de țigări per persoană pe an), care a condus la o creștere rapidă direct proporțională a ratei de cancer pulmonar începând cu anii ’30, ’40 și ’50 (decesele provocate de cancer pulmonar la 100 000 de bărbați în fiecare an)

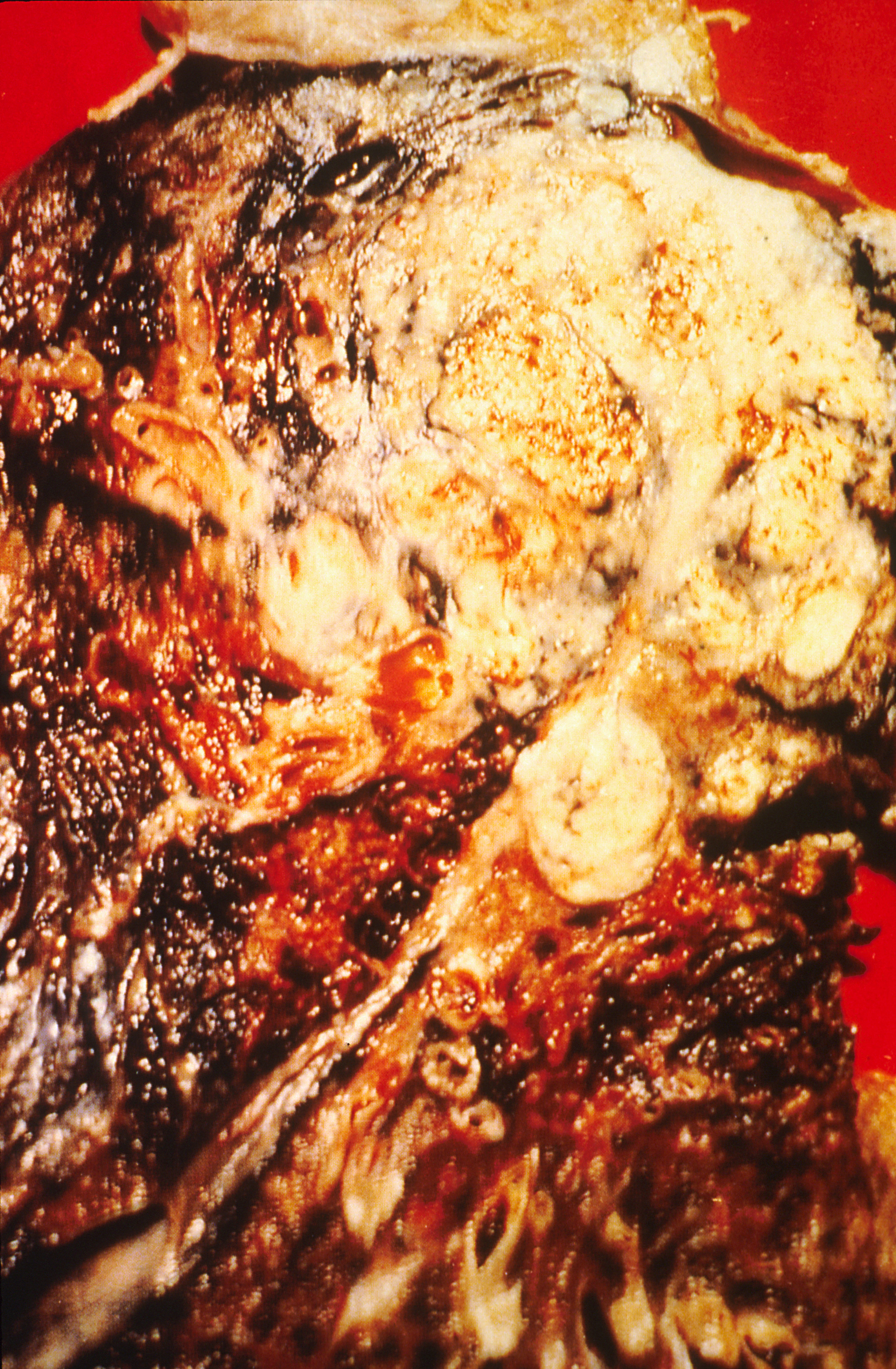
Secțiune transversală a unui plămân: zona albă din lobul superior este cancer; zonele negre sunt decolorări provocate de fumat.

Fumatul, în special al țigărilor, este, de departe, principalul factor care contribuie la cancerul pulmonar. Fumul de țigară conține peste 60 de substanțe cancerige necunoscute, inclusiv radioizotopi din lanțul de dezintegrare a radonului, nitrozamină și benzpiren. De asemenea, nicotina pare să slăbească sistemul imunitar, reducând răspunsul acestuia la masele canceroase din țesutul expus. La nivelul țărilor dezvoltate, 90 % din decesele provocate de cancerul pulmonar la bărbați în 2000 au fost atribuite fumatului (70 % în cazul femeilor). Fumatul provoacă 80-90 % dintre cazurile de cancer pulmonar.
Fumatul pasiv – inhalarea fumului de țigară produs de fumători activi – reprezintă o cauză a cancerului pulmonar la nefumători. Fumător pasiv poate fi considerată orice persoană care locuiește sau lucrează împreună cu un fumător. Studiile din SUA, Europa, Regatul Unit și Australia au demonstrat cu consecvență prezența unui risc semnificativ crescut în rândul persoanelor expuse la fumatul pasiv. Persoanele care locuiesc cu un fumător activ prezintă un risc cu 20–30 % mai mare, în timp ce persoanele care lucrează într-un mediu în care se fumează prezintă un risc cu 16–19 % mai mare. Investigațiile efectuate în cazul fumatului secundar sugerează că acesta este mai periculos decât fumatul direct. Fumatul pasiv este responsabil de aproximativ 3 400 dintre decesele provocate de cancerul pulmonar în fiecare an în SUA.

### Radonul
Radonul este un gaz radioactiv incolor și inodor, produs de descompunerea radiului, care, la rândul său, este un produs de dezintegrare al uraniului, aflat în scoarța terestră. Produșii de dezintegrare radioactivi ionizează materialul genetic, provocând mutații care uneori pot deveni canceroase. După fumat, radonul este a doua cauză frecventă responsabilă de cancerul pulmonar în SUA. Riscul crește cu 8–16 % la fiecare creștere de 100 Bq/m³ a concentrației de radon. Nivelurile de gaz de radon variază în funcție de localitate și de compoziția solului și a terenului. De exemplu, în regiuni precum Cornwall din Regatul Unit (care are granit în substrat), gazul de radon este o problemă importantă, clădirile trebuind să fie aerisite mecanic cu ventilatoare pentru a reduce concentrațiile de radon. Agenția pentru protecția mediului din SUA (EPA) estimează că una din 15 case din SUA are niveluri de radon peste limita recomandată de 4 picocurie pe litru (pCi/l) (148 Bq/m³).

### Azbestul
Azbestul poate provoca o varietate de boli pulmonare, inclusiv cancer pulmonar. Tabagismul și azbestul au un efect sinergetic asupra formării cancerului pulmonar. Azbestul poate, de asemenea, cauza cancerul pleurei, denumit mezoteliom (care este diferit de cancerul pulmonar).

### Poluarea aerului
Poluarea aerului are un efect redus asupra creșterii riscului de cancer pulmonar. particulele în suspensie (PM2,5) fine și  aerosolii de sulf, care pot fi eliberați în gazele de eșapament, sunt asociați cu un risc ușor crescut. În ceea ce privește dioxidul de azot, se observă o creștere incrementală de 10 părți la miliard a riscului de cancer pulmonar cu 14 %. Se estimează că poluarea aerului atmosferic este responsabilă de 1-2 % din numărul de cancere pulmonare.
Probele empirice confirmă o creștere a riscului de cancer pulmonar provocat de poluarea aerului din interior asociată cu arderea lemnului, mangalului, tizicului sau resturilor vegetale, pentru gătit și încălzire. Femeile care sunt expuse fumului de cărbune din interior prezintă un risc de două ori mai ridicat, iar un număr de produse derivate din arderea biomasei sunt cunoscute sau suspectate a fi cancerigene. Acest risc afectează aproximativ 2,4 miliarde de persoane la nivel mondial, fiind considerat responsabil de 1,5 % din decesele provocate de cancerul pulmonar.

### Genetică
Se estimează că 8 până la 14 % din cancerul pulmonar se datorează unor factori moșteniți. La rudele persoanelor cu cancer pulmonar, riscul crește de 2,4 ori, lucru care se datorează probabil combinării genelor.

### Alți factori de risc
S-a stabilit o legătură între o serie de alte substanțe, profesii și expuneri la mediu și cancerul pulmonar. Agenția Internațională de Cercetare în Domeniul Cancerului (IARC) precizează că există „probe suficiente” pentru a indica efectul carcinogen al următoarelor substanțe asupra plămânului:
- Unele metale (producția de aluminiu, cadmiul și compușii din cadmiu, compuși ai cromului hexavalent, beriliul și compușii din beriliu, procesul de turnare a fierului și oțelului, compușii din nichel, arsenul și compușii anorganici ai arsenului, extragerea subterană a hematitului)
- Unele produse de combustie [combustie incompletă, cărbuni (emisii interioare din arderea cărbunelui în locuințe), gazificarea cărbunelui, gudron de huilă] producția de cocs, funingine, gaze de eșapament ale motoarelor diesel)
- Radiații ionizante (radiații X, radon-222 și produșii săi de descompunere, radiații gamma, plutoniu)
- Unele gaze toxice [eter metil (de uz tehnic), bis(clormetil) eter, iperită, MOPP (amestec de vincristină-prednison-mustargen-procarbazină), gaze din vopseluri]
- Producția de cauciuc și cristalele prafului de siliciu

## Patogeneză
Similar majorității celorlalte tipuri de cancer, cancerul pulmonar este inițiat de activarea oncogenelor sau inactivarea genelor supresoare de tumori. Se consideră că oncogenele îi fac pe oameni mai sensibili la dezvoltarea unei forme de cancer. Se crede că proto-oncogenele se transformă în oncogene în momentul în care sunt expuse unor anumiți agenți carcinogeni. Mutațiile produse la nivelul proto-oncogenei K-ras sunt responsabile de 10-30 % din adenocarcinoamele pulmonare. Receptorul pentru factorul de creștere epidermică (EGFR) reglează proliferarea celulară, apoptoza, angiogeneza și invazia tumorală. Mutațiile și amplificarea receptorului EGFR sunt comune în cazul cancerelor pulmonare fără celule mici și stau la baza tratamentului cu inhibitori EGFR. Proto-oncogena Her2/neu este afectată mai puțin frecvent. Modificările cromozomiale pot conduce la pierderea heterozigoției. Acest lucru poate provoca inactivarea genelor supresoare de tumori. Modificarea cromozomilor 3p, 5q, 13q și 17p este foarte frecventă în cazul carcinoamelor pulmonare cu celule mici. Gena supresoare de tumori p53, localizată pe cromozomul 17p, este afectată în 60-75 % din cazuri. Printre alte gene care sunt în general afectate de mutații sau amplificări se numără c-MET, NKX2-1,LKB1, PIK3CA, și BRAF.

## Diagnostic

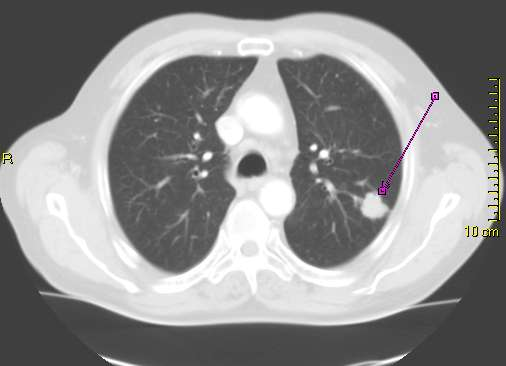
tomografie computerizată cu o tumoare canceroasă în plămânul stâng

Efectuarea unei radiografii toracice reprezintă unul dintre primii pași necesari pentru a investiga dacă o persoană prezintă simptome care pot sugera prezența cancerului pulmonar. Această radiografie poate arăta o masă evidentă, o extindere a mediastinului (sugerează răspândirea în nodulii limfatici), atelectazie (colabare), consolidare (pneumonie) sau revărsat pleural. Imagistica prin computer tomograf este de obicei folosită pentru a oferi mai multe informații cu privire la tipul și gradul de extindere al bolii. Bronhoscopia sau biopsia ghidată CT este adesea folosită pentru a preleva mostre din tumoare pentru histopatologie.
Cancerul pulmonar se prezintă, de cele mai multe ori, ca un nodul pulmonar solitar în cadrul unei radiografii toracice. Cu toate acestea, diagnosticul diferențial este extins. Multe alte boli pot să prezinte aceleași simptome, inclusiv tuberculoza, infecțiile fungice, cancerul metastatic sau pneumonia organizată. Printre cauzele mai puțin comune ale nodulului pulmonar solitar se numără hamartomul, chisturile bronhogenice, adenoamele, malformația arterio-venoasă, sechestrarea pulmonară, nodulii reumatoizi, granulomatoza Wegener sau limfomul. Cancerul pulmonar poate fi, de asemenea, descoperit incidental, sub forma unui nodul pulmonar solitar la nivelul unei radiografii toracice sau tomografii computerizate realizate din alte motive. Diagnosticul definitiv de cancer pulmonar are la bază examinarea histologică a țesutului suspectat în context clinic și radiologic.

### Clasificare
| Tip histologic                 | Incidență la 100 000 de persoane pe an |
| ------------------------------ | -------------------------------------- |
| Toate tipurile                 | 66.9                                   |
| Adenocarcinoame                | 22.1                                   |
| Carcinoame cu celule scuamoase | 14.4                                   |
| Carcinoame cu celule mici      | 9.8                                    |

Cancerele pulmonare sunt clasificate în funcție de tipul histopatologic. Această clasificare este importantă pentru a alege modul de gestionare și pentru a anticipa evoluția bolii. Majoritatea cancerelor pulmonare sunt carcinoame– tumori cu caracter malign care rezultă din celulele epiteliale. Carcinoamele pulmonare sunt clasificate în funcție de dimensiune și de identificarea la microscop a celulelor maligne de către histopatolog. Cele două clase principale sunt carcinoamele fără celule mici (non-microcelulare) și cele cu celule mici (microcelulare).

#### Cancerul bronho-pulmonar non-microcelular

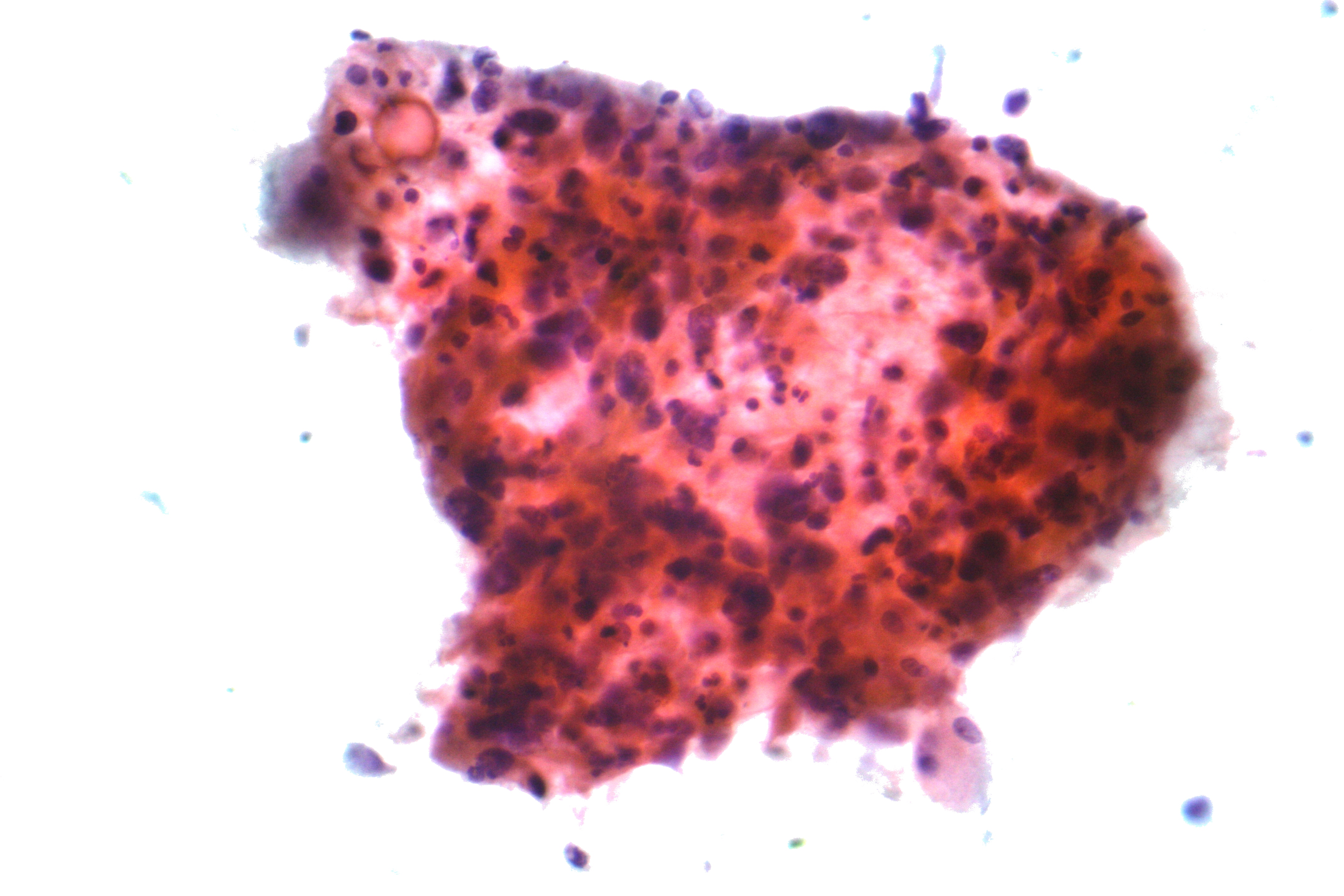
Micrografie a carcinoamelor scuamoase, un tip de carcinoame fără celule mici, biopsie prin aspirație cu ac fin, colorație Papanicolau

Cele trei subtipuri principale ale cancerului bronho-pulmonar non-microcelular sunt adenocarcinoamele, carcinoamele pulmonare cu celule scuamoase și carcinoamele pulmonare cu celule mari.
Aproximativ 40 % dintre cancerele pulmonare sunt adenocarcinoame, care de obicei apar în țesutul pulmonar periferic. Majoritatea cazurilor de adenocarcinom sunt asociate cu fumatul; cu toate acestea, în rândul persoanelor care au fumat mai puțin de 100 de țigarete în viața lor („nefumători”), adenocarcinoamele sunt cea mai comună formă de cancer pulmonar. Un subtip de adenocarcinom, respectiv carcinomul bronhoalveolareste mai comun în rândul nefumătoarelor și poate avea o supraviețuire pe termen lung mai bună.
Carcinoamele cu celule scuamoase reprezintă aproximativ 30 % dintre cancerele pulmonare. De obicei, acestea apar în apropierea căilor respiratorii principale. O cavitate seacă și moartea celulară asociată sunt identificate în mod comun în centrul tumorii. Aproximativ 9 % dintre cancerele pulmonare sunt carcinoame cu celule mari sau macrocelulare. Acestea sunt denumite astfel deoarece celulele canceroase sunt mari, cu citoplasmă în exces, nucleu mare și nucleoli vizibili.

#### Cancerul bronho-pulmonar microcelular

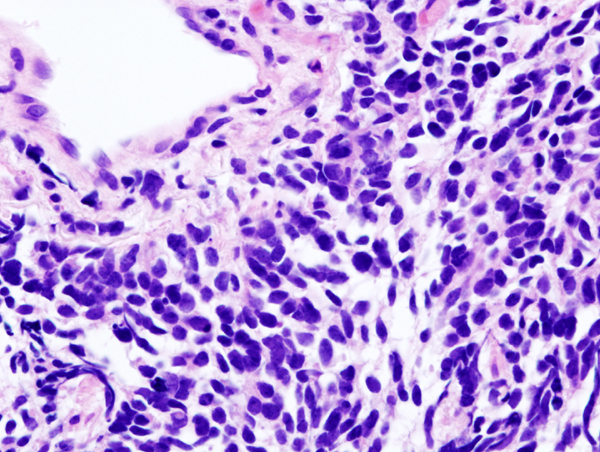
Carcinom pulmonar cu celule mici (imagine microscopică a unei biopsii cu ac mare)

În cazul unui cancer bronho-pulmonar microcelular (CBPM), celulele conțin granule neurosecretoare dense (veziculecare conțin hormoni neuroendocrini), ceea ce îi conferă acestei tumori o asociere cu sindromul endocrin/paraneoplazic. Majoritatea cazurilor apar în căile respiratorii mai mari (bronhiile primare și secundare]). Aceste cancere se dezvoltă rapid și se extind la începutul bolii. 60-70 % dintre cazuri prezintă  metastaze. Acest tip de cancer pulmonar este puternic asociat cu fumatul.

#### Altele
Se recunosc patru subtipuri histologice principale, deși o parte dintre cancere pot conține o combinație de subtipuri diferite. Subtipurile rare includ tumori glandulare, tumori carcinoide, precum și carcinoamele nediferențiate.

#### Metastaza
| Tip histologic                 | Imunocolorare                                                         |
| ------------------------------ | --------------------------------------------------------------------- |
| Carcinoame cu celule scuamoase | CK5/6 pozitiv CK7 negativ                                             |
| Adenocarcinoame                | CK7 pozitiv TTF-1 pozitiv                                             |
| Carcinoame cu celule mari      | TTF-1 negativ                                                         |
| Carcinoame cu celule mici      | TTF-1 pozitiv CD56 pozitiv Cromogranină pozitiv Sinaptofizină pozitiv |

Plămânul este un loc comun de răspândire a tumorilor aflate în alte părți ale corpului. Cancerele secundare sunt clasificate în funcție de locul de origine; de exemplu, cancerul la sân care s-a răspândit la plămân se numește cancer de sân metastatic. De cele mai multe ori, metastazele se prezintă sub o formă rotundă în cadrul radiografiei toracice.
Cancerele pulmonare primare prezintă metastaze la nivelul creierului, oaselor, ficatului și  glandelor suprarenale. Imunocolorarea biopsiei este adesea utilă în stabilirea sursei.

### Stadializare
Stadializarea cancerului pulmonar reprezintă o evaluare a gradului de răspândire a cancerului de la sursă, fiind unul dintre factorii care afectează prognosticul și tratamentul posibil al cancerului pulmonar.
În evaluarea inițială a stadializării cancerului pulmonar fără celule mici (CBPNM) se folosește clasificarea TNM. Aceasta are la bază dimensiunea tumoarei, implicarea nodulului limfatic, metastaza distantă. După aceasta, în funcție de descriptorii TNM, este stabilit un grup care variază de la cancerul ocult, la stadiile 0, IA (unu-A), IB, IIA, IIB, IIIA, IIIB și IV (patru). Acest grup de stadii determină alegerea tratamentului și estimarea prognosticului.
Carcinoamele pulmonare cu celule mici (CBPM) au fost clasificate în mod tradițional în „stadii limitate” (limitate la jumătate din torace și încadrabile într-un câmp radioterapeutic tolerabil unic) sau în „stadii avansate” (boală mai extinsă). Cu toate acestea, clasificarea TNM și gruparea sunt utile în procesul de estimare a prognosticului.
Atât în cazul CBPNM, cât și în cazul CBPM, cele două tipuri generale de evaluare sunt stadializarea clinică și stadializarea chirurgicală. Stadializarea clinică se realizează înainte de intervenția chirurgicală definitivă. Aceasta are la bază rezultatele studiilor de imagistică (precum tomografiile computerizate și PET scan) și rezultatele biopsiei. Stadializarea chirurgicală este evaluată fie în timpul operației, fie după aceasta, în funcție de rezultatele combinate și constatările clinice, inclusiv prin prelevarea de probe chirurgicale din ganglionii limfatici toracici.

## Profilaxie
Profilaxia este metoda cea mai eficientă din punctul de vedere al costurilor în ceea ce privește reducerea evoluției cancerului pulmonar. În timp ce în majoritatea țărilor au fost identificați și interziși agenții carcinogeni industriali și domestici, tabagismul este în continuare foarte răspândit. Eliminarea tabagismului reprezintă obiectivul principal pentru profilaxia cancerului pulmonar, încetarea fumatului fiind un instrument important de profilaxie în acest proces.
Intervențiile de politică menite să reducă fumatul pasiv în zonele publice, precum restaurantele și locurile de muncă, au devenit tot mai comune în multe țări din Europa de Vest. Bhutanul a interzis în totalitate fumatul începând cu 2005 , în timp ce India a introdus interzicerea fumatului în public în luna octombrie 2008. Organizația Mondială a Sănătății a solicitat guvernelor să interzică total reclamele la tutun, pentru a-i împiedica pe tineri să se apuce de fumat. Guvernele au estimat că aceste interdicții au redus consumul de tutun cu 16 % în locurile în care au fost puse în aplicare.
Utilizarea îndelungată a suplimentelor de vitamina A, vitamina C, vitamina D sau vitamina E nu reduce riscul producerii cancerului pulmonar. Unele studii sugerează că persoanele a căror alimentație include mai multe legume și fructe prezintă un risc mai mic de a dezvolta această boală, dar acest lucru se datorează probabil variabilelor. Studiile mai riguroase nu au demonstrat nicio asociere clară.

### Screening
Screeningul înseamnă utilizarea testelor medicale pentru a detecta boala la persoanele asimptomatice. Dintre testele posibile de screening pentru cancerul pulmonar fac parte citologia sputei, radiografia toracică (CXR) și tomografia computerizată (CT). Programele de screening care folosesc CXR sau citologia nu au demonstrat niciun beneficiu. Realizarea screeningului anual cu tomografii CT cu doze mici la persoanele cu risc ridicat (de exemplu la persoanele din categoria de vârstă 55-79 de ani care au fumat mai mult de 30   depachete an sau la cele care au avut în trecut cancer pulmonar) poate reduce riscul mortalității provocate de cancerul pulmonar cu o cantitate absolută de 0,3 % (cantitate relativă de 20 %). Cu toate acestea, există o rată ridicată a tomografiilor fals pozitive care pot conduce la efectuarea unor proceduri invazive inutile, precum și la costuri financiare semnificative. Pentru fiecare tomografie pozitivă reală, există 19 tomografii fals pozitive. Expunerea la radiații reprezintă un alt potențial efect dăunător al screeningului.

## Management
Tratamentul cancerului pulmonar depinde de tipul de celule specifice ale cancerului, de gradul de răspândire, precum și de statusul de performanță al pacientului. Tratamentele frecvente includ îngrijirea paliativă, chirurgia, chimioterapia și radioterapia.

### Chirurgia

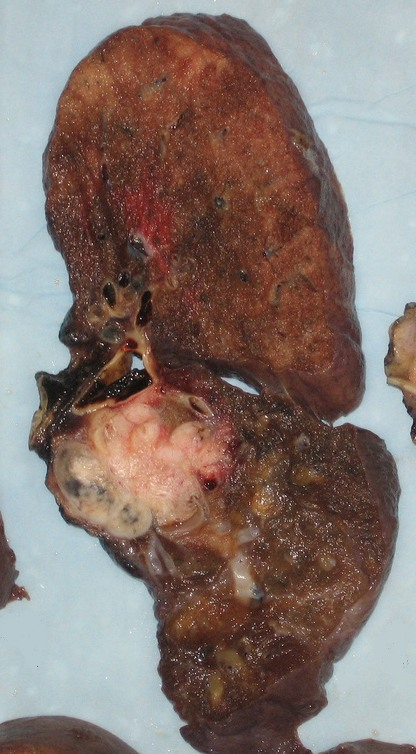
Probă prelevată prin pneumonectomie care conține un carcinom cu celule scuamoase, vizibil sub forma unei regiuni albe în apropierea bronhiilor

Dacă investigațiile confirmă prezența CBPNM, stadiul cancerului este evaluat pentru a se stabili dacă boala este localizată și tratabilă chirurgical sau dacă s-a răspândit prea mult, astfel că nu mai poate fi vindecată chirurgical. Tomografia computerizată și tomografia cu emisie de pozitroni sunt folosite pentru a stabili acest lucru. Dacă este bănuită implicarea ganglionilor limfatici mediastinali, mediastinoscopia poate fi folosită pentru a preleva mostre din aceștia și pentru a contribui la stadializare. Analizele de sângelui și testarea funcției pulmonare sunt folosite pentru a evalua dacă starea persoanei este suficient de bună pentru a putea fi supusă unei intervenții chirurgicale. Dacă testele de evaluare a funcției pulmonare prezintă o rezervă respiratorie scăzută, este posibil ca intervenția chirurgicală să nu fie recomandată.
În majoritatea cazurilor de CBPNM în stadii incipiente, îndepărtarea unui lob al plămânului (lobectomie) este tratamentul chirurgical preferat. În cazul persoanelor care nu pot fi supuse unei lobectomii complete, se poate realiza o excizie sublobară mai mică (rezecție în unghi). Cu toate acestea, rezecția în unghi are un risc mai mare de recidică a cancerului decât lobectomia. Brahiterapia cu iod radioactiv, realizată la capetele exciziei în unghi, ar putea reduce riscul recidivei. În cazuri rare, se realizează îndepărtarea unui plămân întreg (pneumonectomie). Chirurgia toracoscopică video asistată și lobectomia VATS folosesc o abordare minim invazivă în ceea ce privește chirurgia cancerului pulmonar. Lobectomia VATS este la fel de eficientă ca lobectomia deschisă tradițională, implicând mai puține tulburări postoperatorii.
În ceea ce privește CBPM, chimioterapia și/sau radioterapia sunt metodele standard folosite. Cu toate acestea, rolul chirurgiei în cadrul CBPM este reanalizat în prezent. Chirurgia ar putea îmbunătăți rezultatele dacă este combinată cu chimioterapia și radioterapia în stadiile incipiente ale CBPM.

### Radioterapia
Radioterapia este adesea administrată împreună cu chimioterapia, putând fi utilizată în scop curativ la pacienții cu CBPNM care nu sunt eligibili pentru operație. Această formă de radioterapie de intensitate ridicată se numește radioterapie radicală. O versiune rafinată a acestei tehnici este radioterapia accelerată hiperfracționată continuă (CHART), în cazul căreia se administrează o doză ridicată de radioterapie într-o perioadă scurtă de timp. În general, radioterapia toracică postoperatorie nu ar trebui folosită după un episod chirurgical cu scop curativ pentru CBPNM. Unele persoane la care este implicat ganglionul limfatic mediastinal N2 ar putea beneficia de radioterapie postoperatorie.
În ceea ce privește cazurile de CBPM care ar putea fi tratate, radioterapia toracică este adesea recomandată în plus față de chimioterapie.
În cazul în care cancerul blochează o secțiune scurtă a bronhiei, brahiterapia (radioterapia localizată) poate fi administrată în mod direct în interiorul căii respiratorii pentru a deschide calea. În comparație cu radioterapia cu fascicul extern, brahiterapia permite o reducere a duratei tratamentului și a expunerii la radiații a personalului medical.
Iradierea profilactică a craniului (PCI) este un tip de radioterapie craniană, folosită pentru a reduce riscul metastazării. Iradierea profilactică a craniului este cea mai utilă în cazul CBPM. În cazul bolii în stadiu limitat, PCI crește rata de supraviețuire cu 3 ani, de la 15 % la 20 %; în cazul bolii avansate, rata de supraviețuire pe un an crește de la 13 % la 27 %.
Progresele recente în efectuarea tratamentelor țintite și imagistică au contribuit la dezvoltarea radiației stereotactice în tratarea cancerului pulmonar în stadii incipiente. În această formă de radioterapie, dozele mari sunt administrate într-un număr mic de sesiuni, cu ajutorul tehnicilor de targeting stereotactice. Utilizarea acestora vizează în principal pacienții care nu pot fi supuși unei intervenții chirurgicale din cauza comorbidităților.
Atât pentru pacienții cu CBPNM, cât și pentru cei cu CBPM, iradierea toracelui cu doze mai mici poate fi folosită pentru a controla simptomele (radioterapie paliativă).

### Chimioterapie
Schema chimioterapeutică depinde de tipul de tumoare. Cancerul bronho-pulmonar microcelular (CBPM), chiar și în stadiu incipient, se tratează în principal prin chimioterapie și radioterapie. În cazul CBPM, cisplatina și etopozidul sunt cele mai comune medicamente administrate. De asemenea, se folosesc combinații cu carboplatină, gemcitabină, paclitaxel, vinorelbină, topotecan și irinotecan. În cazul cencerelor bronho-pulmonare non-microcelulare (CBPNM) în stadiu avansat, chimioterapia îmbunătățește rata de supraviețuire și este folosită ca tratament de primă linie, cu condiția ca starea pacientului să fie suficient de bună pentru a permite aplicarea tratamentului. În general, se administrează două medicamente, dintre care unul este de cele mai multe ori bazat pe platină (cisplatină sau carboplatină). Alte medicamente folosite în mod comun sunt gemcitabina, paclitaxel, docetaxel, pemetrexed, etopozidă sau vinorelbină.
Chimioterapia adjuvantă se referă la utilizarea chimioterapiei după chirurgia aparent curativă pentru a îmbunătăți rezultatele. În ceea ce privește CBPNM, probele sunt prelevate din apropierea ganglionilor limfatici în timpul intervenției chirurgicale pentru a asista stadializarea. Dacă se confirmă stadiul II sau III de boală, chimioterapia adjuvantă îmbunătățește rata de supraviețuire cu 5 % la cinci ani. Combinația de vinorelbină și cisplatină este mai eficace decât schemele terapeutice mai vechi. La persoanele cu cancer în stadiu IB, chimioterapia adjuvantă este controversată, deoarece studiile clinice nu au demonstrat în mod clar un beneficiu de supraviețuire. Studiile privind chimioterapia preoperativă (chimioterapia neoadjuvantă) efectuate la cazurile de CBPNM rezecabile nu au fost concludente.

### Îngrijirea paliativă
La persoanele a căror boală este în fază terminală, ar putea fi adecvată îngrijirea paliativă sau gestionarea bolii într-un azil de profil. Aceste abordări permit discutarea opțiunilor de tratament și oferă posibilitatea de a ajunge la decizii bine cântărite, putându-se evita îngrijirea inutilă și scumpă la sfârșitul vieții.
În tratarea CBPNM, chimioterapia poate fi combinată cu îngrijirea paliativă. În ceea ce privește cazurile mai grave, chimioterapia adecvată îmbunătățește rata de supraviețuire medie în comparație cu îngrijirea suportivă, precum și calitatea vieții. Dacă este însoțită de exerciții fizice adecvate, menținerea chimioterapiei pe durata tratamentului paliativ al cancerului pulmonar oferă 1,5 până la 3 luni de prelungire a supraviețuirii, ameliorarea simptomelor, precum și o îmbunătățire a calității vieții, observându-se rezultate mai bune în cazul utilizării medicamentelor moderne. Grupul de colaborare pentru meta-analize CBPNM (NSCLC Meta-Analyses Collaborative Group) recomandă luarea în considerare a chimioterapiei în cazurile de CBPNM avansat, dacă pacientul dorește și poate tolera tratamentul.

## Prognostic
| Stadiu clinic | Supraviețuire de cinci ani (%)     | Supraviețuire de cinci ani (%)   |
| Stadiu clinic | Carcinom pulmonar fără celule mici | Carcinom pulmonar cu celule mici |
| ------------- | ---------------------------------- | -------------------------------- |
| IA            | 50                                 | 38                               |
| IB            | 47                                 | 21                               |
| IIA           | 36                                 | 38                               |
| IIB           | 26                                 | 18                               |
| IIIA          | 19                                 | 13                               |
| IIIB          | 7                                  | 9                                |
| IV            | 2                                  | 1                                |

Prognosticul este în general nefavorabil. Dintre toate persoanele cu cancer pulmonar, 15 % supraviețuiesc o perioadă de cinci ani de la data diagnosticării. În momentul diagnosticării, stadiul bolii este adeseori avansat. În momentul în care se prezintă la medic, 30-40 % dintre pacienții cu CBPNM sunt în stadiul IV, iar 60 % dintre pacienții cu CBPM sunt în stadiul V.
Factorii de prognostic în ceea ce privește CBPNM includ prezența sau absența simptomelor pulmonare, dimensiunea tumorii, tipul de celulă (histologie), gradul de răspândire (stadiul), metastazarea la mai mulți ganglioni limfatici și invazia vasculară. În cazul persoanelor a căror boală nu poate fi operată, efectele sunt mai nefavorabile la pacienții cu  status de performanță redus și scădere ponderală mai mare de 10 %. Factorii de prognostic la cancerul pulmonar cu celule mici includ performanța,  sexul, stadiul bolii, precum și implicarea sistemului nervos central sau a ficatului în momentul punerii diagnosticului.
În ceea ce privește CBPNM, cel mai bun prognostic este obținut prin extirparea chirurgicală completă a bolii în stadiul IA, cu o rată de supraviețuire pe cinci ani de până la 70 %. În ceea ce privește CBPM, rata de supraviețuire totală pe cinci ani este de aproximativ 5 %. Persoanele cu CBPM în stadiu avansat au o rată de supraviețuire pe cinci mai mică de 1 %. Rata de supraviețuire medie pentru boala în stadiu limitat este de 20 de luni, având o rată de supraviețuire pe cinci ani de 20 %.
Conform datelor furnizate de Institutul Național pentru Cancer, vârsta mediană la data diagnosticării cancerului pulmonar în Statele Unite este de 70 de ani, iar vârsta mediană la data decesului este de 72 de ani. În SUA, persoanele cu asigurare medicală au o probabilitate mai mare de a înregistra rezultate mai bune.

## Epidemiologie
| no data ≤ 5 5-10 10-15 15-20 20-25 25-30 | 30-35 35-40 40-45 45-50 50-55 ≥ 55 |

Decesul standardizat pe vârstă provocat de cancerele traheale, bronșice și pulmonare la 100,000 locuitori în 2004
no data
≤ 5
5-10
10-15
15-20
20-25
25-30
30-35
35-40
40-45
45-50
50-55
≥ 55

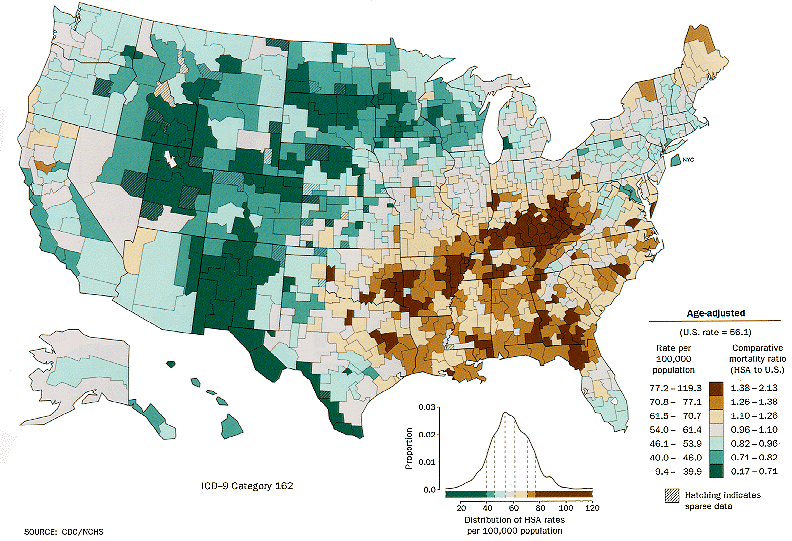
Distribuția cancerului pulmonar în Statele Unite

La nivel mondial, cancerul pulmonar este cel mai comun tip de cancer, atât în ceea ce privește incidența, cât și mortalitatea. În 2008, au fost diagnosticate 1,61 milioane de cazuri noi, precum și 1,38 milioane de decese provocate de cancerul pulmonar. Cele mai ridicate rate s-au înregistrat în Europa și America de Nord. Segmentul de populație cu probabilitatea cea mai ridicată de a dezvolta cancer pulmonar este reprezentat de persoanele cu vârsta de peste 50 de ani, cu antecedente de fumat. În raport cu rata mortalității la bărbați, care a început să scadă în urmă cu peste 20 de ani, ratele mortalității cauzate de cancerul pulmonar la femei au crescut în ultimele decenii, recent înregistrându-se o stabilizare a tendinței. În SUA, riscul pe viață de a dezvolta cancer pulmonar este de 8 % la bărbați și de 6 % la femei.
La fiecare 3-4 milioane de țigarete fumate, se înregistrează un deces provocat de cancerul pulmonar. Influența „giganților tutunului" joacă un rol semnificativ în cultura fumatului. Tinerii nefumători care văd reclamele la tutun au o probabilitate mai mare să se apuce de fumat. Rolul fumatului pasiv este recunoscut din ce în ce mai mult ca factor de risc al cancerului pulmonar, conducând la scăderea expunerii nedorite a nefumătorilor la fumul de tutun al altor fumători, prin intervenții politice. Emisiile de la automobile, fabrici și centrale electrice prezintă, de asemenea, riscuri potențiale.
Europa de Est înregistrează cea mai ridicată rată a mortalității în rândul bărbaților, în timp ce Europa de nord și SUA înregistrează cea mai ridicată rată a mortalității în rândul femeilor. În Statele Unite, se înregistrează o incidență mai mare la bărbații și femeile de culoare. Incidența cancerului pulmonar este în prezent mai scăzută în țările în curs de dezvoltare. Având în vedere incidența crescută a fumatului în țările în curs de dezvoltare, este de așteptat ca aceastasă crească în următorii ani, în special în China și India.
Începând cu anii ‘60, ratele adenocarcinomului pulmonar au început să crească în raport cu alte tipuri de cancer pulmonar. Acest lucru se datorează în parte introducerii țigaretelor cu filtru. Utilizarea filtrelor îndepărtează particulele mai mari din fumul de tutun, reducând astfel depunerea acestora pe căile respiratorii principale. Cu toate acestea, fumătorul trebuie să inhaleze mai puternic pentru a primi aceeași cantitate de nicotină, ceea ce duce la creșterea depunerii de particule în căile respiratorii mici, loc în care tinde să apară adenocarcinomul. Incidența adenocarcinomului pulmonar continuă să crească.

## Istorie
Cancerul pulmonar avea frecvență redusă înainte de apariția fumatului de țigarete, nefiind recunoscut ca boală distinctă până în 1761. Diferitele aspecte ale cancerului pulmonar au fost descrise ulterior, în 1810. Tumorile pulmonare maligne au reprezentat doar 1 % dintre toate cancerele observate la autopsie în 1878, dar au crescut la 10-15 % la începutul anilor 1900. Rapoartele din literatura medicală au înregistrat doar 374 de cazuri la nivel mondial în 1912, dar o revizuire a autopsiilor a remarcat faptul că incidența cancerului pulmonar crescuse de la 0,3 % în 1852 la 5,66 % în 1952. În Germania, în 1929, medicul Fritz Lickint a recunoscut legătura dintre fumat și cancerul pulmonar, ceea ce a condus la o campanie antifumat agresivă. Studiul doctorilor britanici, publicat în anii ‘50, a fost prima probă epidemiologică solidă a legăturii dintre cancerul pulmonar și fumat. Prin urmare, în 1964,  chirurgul general al Statelor Unite le-a recomandat fumătorilor să se oprească din fumat.
Legătura cu gazul radon a fost recunoscută pentru prima dată în rândul minerilor din Munții Metaliferi din apropierea Schneeberg, Saxonia. Argintul se exploatează aici din 1470, iar aceste mine sunt bogate în  uraniu, radiu și radon. Minerii prezentau tulburări pulmonare în număr neobișnuit de mare, recunoscute în cele din urmă drept cancer pulmonar în jurul anului 1870. În pofida acestei descoperiri, mineritul a continuat până în anii ‘50 ai secolului următor, din cauza cererii de uraniu venite din partea URSS. Radonul a fost confirmat drept o cauză a cancerului pulmonar în anii ‘60.
Prima pneumonectomie reușită pentru cancerul pulmonar a fost realizată în 1933. Radioterapia paliativă a început să fie folosită în anii ‘40. Radioterapia radicală, inițial folosită în anii ‘50, a fost o încercare de a utiliza pe scară mai largă dozele de radiații la pacienții cu cancer pulmonar în stadiu incipient, dar care nu pot fi supuși unei intervenții chirurgicale. În 1997, radioterapia accelerată hiperfracționată continuă a fost considerată o îmbunătățire față de radioterapia radicală convențională. În ceea ce privește carcinomul pulmonar cu celule mici, încercările inițiale din anii ‘60 de extirpare chirurgicală  și radioterapia radicală au eșuat. În anii ‘70, au fost elaborate cu succes scheme chimioterapeutice.